# 蒙特普兰多内
蒙特普兰多内（義大利語：Monteprandone）是意大利阿斯科利皮切诺省的一个市镇。总面积26.38平方公里，人口12083人，人口密度458.0人/平方公里（2009年）。ISTAT代码为044045。